# 青羽剛
青羽 剛（あおば ごう、1969年10月19日 - ）は日本の男性俳優、声優。

## 来歴
青年劇場附属養成所、青年座研究所16期、劇団青年座（1992年4月1日 - 2005年11月30日）を経て劇団四季所属。山形県出身（一部資料では東京都）。山形県立鶴岡西高等学校（現・山形県立鶴岡中央高等学校）卒。

## 人物
趣味は映画鑑賞、ダンス、散歩。

### 代役・後任
現在副業禁止の劇団四季に所属しているため声優活動を休止している。持ち役を引き継いだのは以下の通り。
| 後任       | 役名                           | 概要作品                           | 後任の初担当作品                   |
| ---------- | ------------------------------ | ---------------------------------- | ---------------------------------- |
| 平川大輔   | ハリソン・マディン             | 『機動戦士クロスボーン・ガンダム』 | 『SDガンダム GGENERATION SPIRITS』 |
| 平川大輔   | グエン・サード・ラインフォード | 『∀ガンダム』                      | 『SDガンダム GGENERATION WARS』    |
| 浅沼晋太郎 | 村上草太                       | 『金田一少年の事件簿』             | 『金田一少年の事件簿R』            |

## 出演

### テレビドラマ
- 横浜心中（1994年、日本テレビ）
- 清左衛門残日録 仇討ち!播磨屋の決闘（1995年、NHK） - 三屋清左衛門（青年時代）
- 100億の男（1995年、関西テレビ）
- 愛とは決して後悔しないこと（1996年、TBS）
- 3番テーブルの客（1996年、フジテレビ）
- WITH LOVE（1998年、フジテレビ）
- すずらん（1999年、NHK）
- 君といた未来のために 〜I'll be back〜（1999年、日本テレビ）
- 恋の奇跡（1999年、テレビ朝日）
- 発見!周恩来の東京滞在日記 隣人の肖像（1999年、テレビ東京）
- 小さな駅で降りる（2000年、テレビ東京）
- 葵 徳川三代（2000年NHK大河ドラマ） - 鍋島勝茂
- ストレートニュース（2000年、日本テレビ）
- ナースマン（2002年、日本テレビ）
- 永遠の恋物語（2004年、朝日放送）
- ジイジ2〜孫といた夏〜（2005年、NHK）

### 映画
- きけ、わだつみの声（1995年） - 鈴木一等兵
- お墓がない!（1998年）
- 突入せよ! あさま山荘事件（2002年）

### 舞台
- knob※企画、製作も担当
- こもれびの中で（1998年）
- 新雨月物語（1999年）
- 大菩薩峠（1999年）
- 定本・熱海殺人事件（2000年） - 熊田留吉刑事
- ブドリよ、私は未だ眠る事ができない（2000年） - 工藤一
- 風浪（2002年、劇団東演）
- 妻と社長と九ちゃん（2005年） - 沢村芳樹
- 夢・桃中軒牛右衛門の（2005年） - 夏目先生、浪人
- 美女と野獣（2013年） -コッグスワース
- 解ってたまるか!（2015年） - 新聞記者
- オペラ座の怪人（2017 - 2018年） - ムッシュー・アンドレ
- 人間になりたがった猫（2022年） - タドベリ
- ジョン万次郎の夢（2014年・2023年）伝蔵親方／親藩藩主（伝蔵親方／役人２／ブルック大尉[注 1]）

### テレビアニメ
- 名探偵コナン（1997年 - 2005年、生田義郎、堂本秋成）
- ブレンパワード（1998年、ジョナサン・グレーン[6]）
- ∀ガンダム（1999年、グエン・サード・ラインフォード[7]）
- 金田一少年の事件簿（2000年、村上草太）
- STRANGE DAWN（2000年、クジ）
- キディ・グレイド（2002年、アームブラスト[8]）
- 最終兵器彼女（2002年、兵士D）
- 北へ。〜Diamond Dust Drops〜（2004年、甘粕）

### OVA
- 銀河英雄伝説外伝 叛乱者（2000年、フレーベル）

### 劇場アニメ
- 金田一少年の事件簿2 殺戮のディープブルー（1999年、周防武）
- ∀ガンダムI - II（2002年、グエン・サード・ラインフォード） - 2作品
- イノセンス（2004年）
- KIDDY GRADE -IGNITION-（2007年、アームブライド）

### ゲーム
- SDガンダム GGENERATION（2000年 - 2006年、ハリソン、グエン・サード・ラインフォード） - 3作品[一覧 1][注 2]
- FAVORITE DEAR 純白の預言者（2000年、ラファエル）
- スーパーロボット大戦α外伝（2001年、グエン・サード・ラインフォード、ブレーカー）
- 第2次スーパーロボット大戦α（2003年、ハリソン・マディン、ジョナサン・グレーン）
- Another Century's Episode（2005年、ジョナサン・グレーン）
- スーパーロボット大戦Z（2008年、ブレーカー）

### 吹き替え

#### 映画
- エア アメリカ
- キングコング ※テレビ朝日版2
- クルーエル・インテンションズ3
- クロウ ウィッチクロウ
- 恋する季節（ンガン）
- ザ・ロストワールド3 未来からの訪問者
- スライディング・ドア（クライブ）
- 戦争と平和（アナトール・クラーギン〈ヴィットリオ・ガスマン〉）※ソフト版
- バンジージャンプする（イム・ヒョンビン〈ヨ・ヒョンス〉）
- ミス・エバーズ・ボーイズ（ダグラス〈クレイグ・シェイファー〉）
- ロスト・サン（ホッパー）

#### ドラマ
- ERV緊急救命室（グラム）
- ERVII緊急救命室（ガービー）
- ERX緊急救命室（ティム）
- サンタバーバラ
- 素晴らしき日々（ミッキー）
- 捜査官クリーガン（バリー）
- バーナビー警部（マイケル・レイシー）
- 名探偵モンク2

#### アニメ
- キリクと魔女